# Ulán chot
Ulán chot (mongolsky Улаан хот, čínsky 乌兰浩特市, pchin-jin  Wūlánhàotè Shì), neboli „Rudé město“, je městský okres na východě Vnitřního Mongolska, autonomní oblasti Čínské lidové republiky. Je centrem ajmagu Chjangan.
Mezi lety 1947 a 1950 bylo Ulán chot hlavním městem Vnitřního Mongolska. Blízko města je hrobka z doby dynastie Jüan a chrám (postavený roku 1940), ve kterém je uctíván Čingischán.